# واترلو (نبراسکا)
واترلو(به انگلیسی: Waterloo) شهری در ایالت نبراسکا کشور ایالات متحده آمریکا است که جمعیت آن در سرشماری سال ۲۰۱۰ میلادی، ۸۴۸ نفر بوده‌است.